# Matisyahu
(Matisyahu)
Matisyahu, pseudonimo di Matthew Paul Miller (West Chester, 30 giugno 1979), è un cantante, rapper e attore statunitense di musica reggae, rock alternativo e hip hop.
Lo stile musicale di Matisyahu consiste in un connubio tra musica reggae, hip-hop e rock alternativo, mentre i testi delle sue canzoni contengono paralleli tra la sua vita personale e riferimenti alla cultura ebraica e alla Torah.
Matisyahu spesso propone, nei suoi concerti, lunghe improvvisazioni strumentali con i suoi musicisti, esibendosi in beatbox e in rap freestyle, come quelle registrate dal vivo negli album Live at Stubb's, Live at Stubb's, Vol. 2 e Live at Stubb's, Vol. III.

## Biografia
Appartenente ad una famiglia ebrea liberale, che si trasferì a White Plains (New York), dalla Pennsylvania, Matthew dovette affrontare le regole di una religione che non accettava e riteneva troppo costrittiva. I suoi genitori decisero di mandarlo alla scuola ebraica per prepararlo al proprio bar mitzvah, scelta che peggiorò la 
situazione di Matthew che a 14 anni si avvicinò alla più liberale cultura hippie, trovandosi spesso sotto l'effetto di allucinogeni e altre sostanze stupefacenti.
All'età di 16 anni, Matthew parte per il suo primo viaggio in Israele, esperienza molto significativa che risulterà fondamentale per l'artista, che si avvicina alla religione ebraica ortodossa fino a quando, nel 2001, non avviene la sua completa conversione sotto la guida di un rabbino Lubavicher conosciuto alla New School di Manhattan. Divenuto un membro della comunità ortodossa Chabad Lubavitch, si trasferisce nel quartiere Crown Heights a Brooklyn, New York. Matthew trasforma il suo nome nella versione ebraica Matisyahu, che diventerà anche il suo pseudonimo, e si dedica allo studio della Torah e approfondisce le proprie conoscenze del mondo religioso ebraico, cominciando anche le prime esperienze musicali.

### Carriera musicale

#### Shake off the dust...Arisee prime esibizioni
Miller si è esibito per oltre un anno come MC Truth a Bend, Oregon. 
Nel 2004, Matisyahu firma con la Jdub, marchio no profit, e pubblica il suo primo album Shake off the dust...Arise. L'artista inizia a farsi notare grazie al gruppo rock dei Phish, che lo invitano come supporto ai loro concerti.
L'anno seguente, nel 2005, esce il suo primo album live, Live at Stubb's, registrato durante il concerto ad Austin, in Texas. L'album contiene una traccia di beat box e una versione live di King without a crown.

#### Youthe il successo commerciale

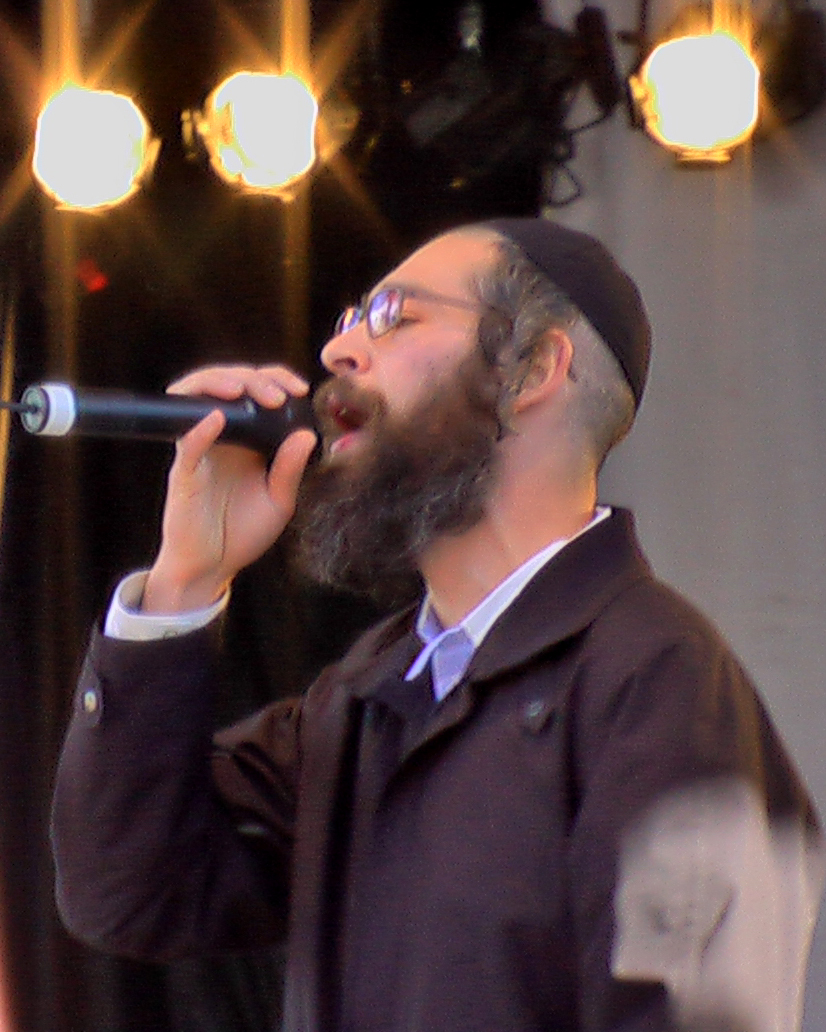
Matisyahu durante un'esibizione a Wheeler Junction, Colorado, nel 2008.

Nel 2006 viene pubblicato Youth, prodotto da Bill Laswell, considerato il vero album d'esordio a livello internazionale del cantante. Youth ha scalato le classifiche arrivando al quarto posto nella classifica Billboard, con una media di 100 000 copie vendute alla settimana.
Rispetto al precedente Shake off the dust...Arise, i cui testi erano quasi totalmente presi dalla Torah, Youth contiene canzoni scritte per un pubblico di più ampia estrazione. Ad esempio, il testo della title track Youth recita «youth is the engine of the world» ("la gioventù è il motore del mondo") ed è un richiamo dedicato a tutti i giovani del mondo.
Nonostante l'album abbia ottenuto molti successi e buone vendite, il cantante ha dovuto affrontare diverse critiche: i suoi due ex manager e scopritori, Aaron Bisman e Jacob Harris (fondatori del marchio no profit Jdub), hanno attaccato la sua declamata magnanimità criticando il suo passaggio al colosso discografico Sony non appena il secondo album Youth ha cominciato a scalare le classifiche.
Durante il 2005 e il 2006 Matisyahu, accompagnato dalla session band Roots Tonic, ha portato la propria tournée negli Stati Uniti, in Canada, in Europa (si è esibito in Italia al Rainbow di Milano il 16 maggio 2006) fino in Israele.
Il 26 dicembre 2006 viene pubblicata la compilation No place to be, contenente remix di diversi brani già pubblicati in Youth e la cover di Message in a bottle dei The Police.

#### Light
Dopo aver partecipato a diversi eventi dal vivo, nel luglio 2007 Matisyahu è tornato al lavoro per il suo nuovo album, intitolato Light, uscito nel 2009.
All'uscita dell'album seguono diversi tour a livello nazionale e internazionale che occuperanno il cantante negli anni successivi.

#### Spark Seeker
Nel maggio 2012 Matisyahu ha ufficializzato l'uscita del suo nuovo singolo, Sunshine, che antecede l'uscita del suo nuovo album, Spark Seeker, pubblicato il 17 luglio.
A gennaio 2013 viene pubblicato l'EP live Spark Seeker: Acoustic Sessions, contenente 6 brani (5 tratti dall'ultimo album e il brano Silence, tratto da Light) in versione acustica live in chiave acustica

#### AkedaeRelease the Bound
Dopo 2 anni di tour, nel 2014 Matisyahu ha pubblicato l'album Akeda, prodotto dal bassista dei Dub Trio Stu Brooks, seguito negli anni seguenti da diversi tour che toccano diversi continenti. Sulla realizzazione di Akeda viene anche realizzato un documentario in cui Matisyahu racconta l'origine dei testi delle canzoni, anche in relazione ai cambiamenti avvenuti nella sua vita privata.
Nel corso del 2016 il cantante lancia il suo fan club ufficiale che consente agli iscritti di ricevere ogni mese una traccia inedita. A novembre del 2016 viene pubblicato l'EP Release the Bound, contenente diversi singoli e che il cantante considera come il seguito di Akeda per lo stile musicale fluido e i temi trattati dai testi.

#### Undercurrent
Nei primi mesi del 2017 Matisyahu annuncia l'uscita del nuovo album, Undercurrent, anticipato dai singoli Step out into the light (a marzo 2017) e Back to the old (ad aprile 2017).
L'album, registrato in presa diretta, viene pubblicato a maggio 2017 a nome di Matisyahu the band. La nuova band inizia un tour all'inizio del 2017 in cui propone nuovi brani, improvvisazioni musicali e alcuni dei pezzi più noti del cantautore.

## Stile

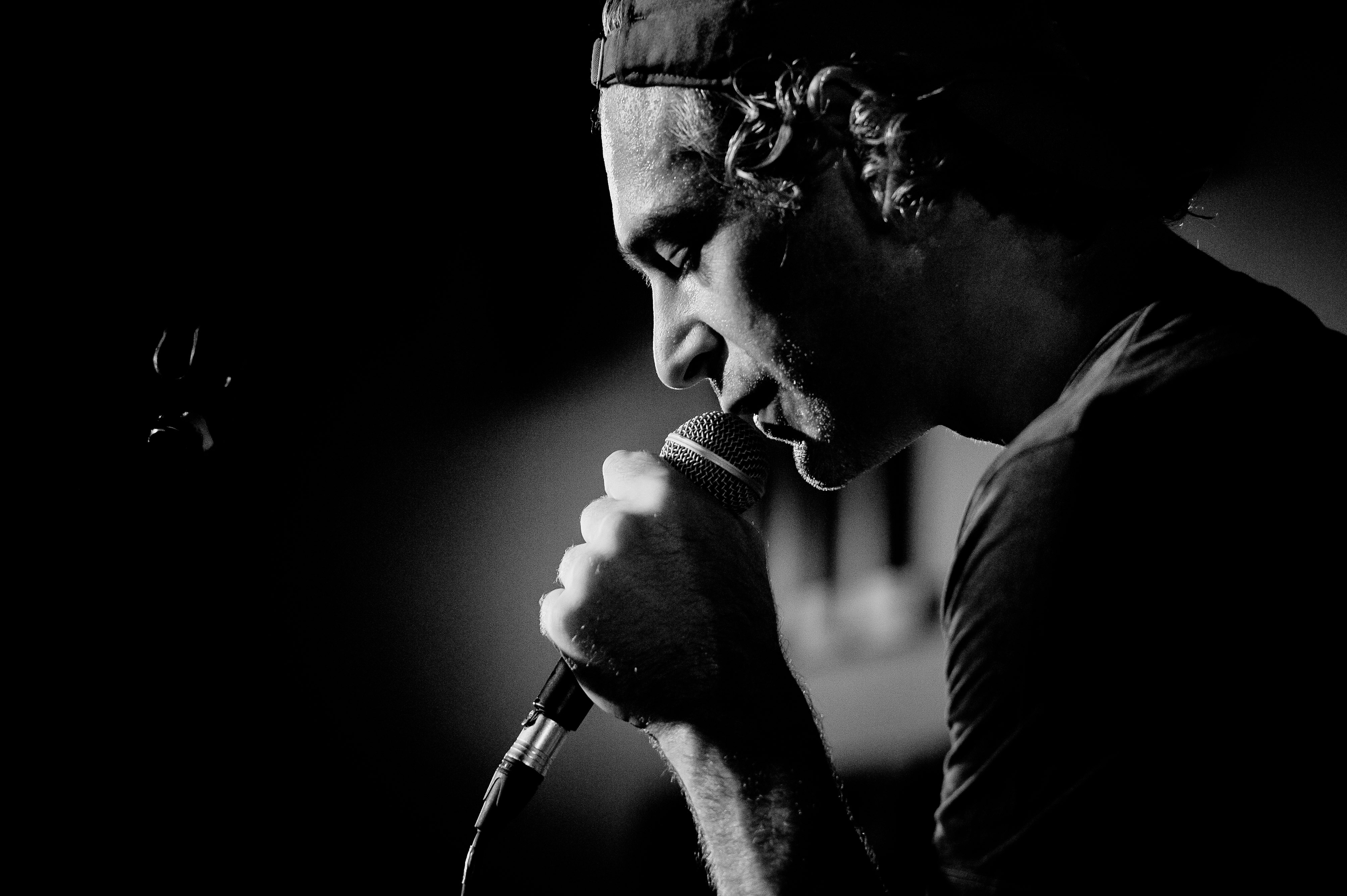
Il cantante durante un'esibizione nel 2015.

La musica di Matisyahu ha un sound unico, è una fusione di tonalità reggae e hip hop, accompagnato dal rap tradizionale con assoli di chitarre tipici del rock and roll. Riesce infatti a fondere alla perfezione le sonorità di un genere nato in Giamaica con le tonalità rock and roll e soprattutto i testi ispirati dal proprio credo ebraico.
Matisyahu riesce ad esaltare questo mix così originale grazie a dei vocalismi melodici che ricordano una preghiera che si alternano a rime e frasi in metrica che tengono testa ai migliori rapper. Matisyahu annovera tra le sue band preferite gli Allman Brothers, i Grateful Dead, le band reggae Israel Vibration e Steel Pulse, oltre ai gruppi hip hop come Outkast e The Roots. A detta dello stesso però, il vero ispiratore nonché massimo maestro è Bob Marley.
Matisyahu è inoltre un ottimo beat boxer, durante i suoi concerti propone intere tracce riproposte sotto forma di beatbox con le quali riesce ad entusiasmare il pubblico.

### Aspetto
Dall'inizio della carriera fino all'inverno del 2011, Matisyahu si è sempre caratterizzato nell'aspetto con i tradizionali elementi estetici degli ebrei ortodossi (barba incolta, lunghe ciocche di capelli ai lati del viso, kippah sul capo e tzitzit indossato sotto gli abiti).
Nei primi tempi il cantante è apparso in pubblico prevalentemente indossando occhiali da vista e i classici completi (cappello a falda larga, giacca, pantaloni e soprabito neri) che contraddistinguono gli ebrei ortodossi che vivono a New York, nel quartiere di Crown Heights, dove l'artista viveva.
Negli anni seguenti il cantante ha iniziato ad apparire ai concerti vestito in uno stile sempre più vicino a quello hip-hop (jeans o pantaloni baggy, felpe e t-shirts oversize, occhiali da sole alla moda e cappellini da baseball).
Il 13 dicembre 2011, Matisyahu ha postato una foto di se stesso senza barba su Twitter, spiegando sul suo sito:
Quando ho iniziato a diventare religioso 10 anni fa è stato un processo molto naturale e organico. È stata una mia scelta. Il mio viaggio: scoprire le mie radici ed esplorare la spiritualità ebraica, non attraverso i libri, ma attraverso la vita reale. Ad un certo punto ho sentito il bisogno di sottopormi ad un più alto livello di religiosità... di allontanarmi dalla mia intuizione e di accettare una verità ultima. Sentivo che per diventare una brava persona mi servivano delle regole - un sacco di regole, altrimenti sarei in qualche modo caduto a pezzi. Ora mi sto purificando. Confidando nella mia bontà e nella mia missione divina.
Preparatevi per un anno incredibile pieno di musica di rinascita. E per gli i detrattori della mia faccia nuda, non vi preoccupate... non avete visto la mia barba per l'ultima volta.»
Nel giugno 2012 Matisyahu è apparso online in un video per promuovere il suo nuovo singolo Sunshine con i capelli tinti e senza uno yarmulke sul capo, provocando grande scalpore all'interno della blogosfera ebraica.
Nel corso del 2013 il cantante ha portato capelli lunghi e tinti di castano e in seguito si è rasato completamente il capo ed ha iniziato a portare capelli corti e grigi.
Nel 2015, Matisyahu ha iniziato a farsi crescere i capelli e, nella prima parte del 2016, si è esibito più volte con capelli lunghi sciolti o raccolti in una coda di cavallo; nella seconda parte del 2016 il cantante ha iniziato a portare i dreadlocks, capigliatura adottata tipicamente dalla popolazione giamaicana e anche da numerosi artisti reggae e hip-hop. Tale capigliatura era stata adottata dal cantante durante i suoi anni da teenager.
All'inizio del 2017, Matisyahu ha postato sui social network diverse immagini che lo ritraggono nuovamente rasato e senza barba.

## Collaborazioni
Durante un concerto a Tel Aviv nel 2006, Matisyahu si è esibito con Sting in una cover della hit dei Police Message in a bottle.
Ha cantato con il gruppo P.O.D. nelle canzoni "Roots in Stereo" e "Strength of My Life" contenuta nell'album Testify del 2006.
Nella sua carriera Matisyahu ha collaborato con numerosi artisti come Shyne, Moshav, Kosha Dillz, Collie Buddz, Ky-Mani Marley, Zeke Finn The Polish Ambassador e Salt Cathedral.
Matisyahu ha partecipato alla realizzazione del cd Instant Karma: The Amnesty International Campaign to Save Darfur con la cover di Watching the Wheels per il progetto Make Some Noise che ha coinvolto altri artisti di fama internazionale, come U2, R.E.M. e The Cure.

## Vita privata
Mentre stava frequentando un campeggio vicino a Bend, Oregon, nel 1997 Miller ha incontrato per la prima volta Toma Danley, con cui ha avuto una breve relazione.
Matisyahu ha incontrato la sua prima moglie Talia, studentessa di cinema presso la NYU, durante un'intervista sull'usanza ebraica ortodossa di non toccarsi tra uomini e donne. I due sono stati seguiti nel loro fidanzamento dal rabbino di New York Dov Yonah Korn e si sono sposati nel mese di agosto 2004. Dal loro matrimonio sono nati i figli Laivy, Shalom, e Menachem Mendel.
Nel 2014, Matisyahu ha confermato di aver divorziato dalla moglie circa due anni prima e che sono rimasti in buoni rapporti, condividendo i compiti genitoriali.
Sempre nel 2014, Matisyahu è diventato padre di una bambina di nome Sasha Lillian, nata mentre l'artista si trovava in tour con Adel Tawil in Germania. La madre della bambina, l'ex fidanzata Toma Danley, ha dato alla luce la loro figlia il 2 aprile 2014 a Portland, Oregon, dove alla neonata è stata diagnosticata una disfunzione cardiaca rara. Sasha ha subito un intervento chirurgico a cuore aperto nel maggio 2015 e ha recuperato bene. Sasha ha vissuto con la Danley fin dalla sua nascita.

### Religione
Matisyahu, sin dall'inizio della propria carriera, ha sempre dato molta importanza all'aspetto religioso della propria vita, includendo preghiere, riferimenti alla Torah e melodie ebraiche nelle proprie esibizioni.
I genitori di Miller sono ebrei liberali. Durante l'adolescenza, dopo il Bar Mitzvah, Miller ha lasciato la fede ebraica. In seguito ad un soggiorno in Israele, Miller inizia ad approfondire le sue origini ebraiche. All'età di 21 anni Miller diventa ebreo ortodosso e adotta il suo nome ebraico Matisyahu.
Miller ha fatto parte del movimento chassidico Chabad-Lubavitch fino al 2007 quando, in seguito alle celebrazioni dei Yamim Noraim in una sinagoga in Israele, si è avvicinato al movimento chassidico di Breslov.
Dopo essere apparso per la prima volta a fine 2011 senza la sua famosa barba incolta e senza payot, Matisyahu ha affermato di essersi definitivamente allontanato dalla corrente ortodossa dell'Ebraismo ma di considerarsi ancora un ebreo credente.
Nel 2015, dopo l'uscita dell'album Akeda, in un intervento da lui pubblicato sulla piattaforma Medium, Miller ha affermato di essersi a lungo sentito "intrappolato" dalle regole seguite dell'ebraismo ortodosso. Matisyahu ha inoltre più volte affermato di trovarsi in seria difficoltà di fronte ai commenti di suoi fan che lo criticano per le sue scelte a livello religioso.
A marzo 2017 Matisyahu è apparso in un video in cui festeggia la festa di Purim con i membri della sua band durante il tour americano.

## Formazione

### Attuale (comeMatisyahu the band)
- Matisyahu – voce, beatbox
- Joe Tomino - batteria (2009 - 2015, 2017 - attuale)
- Aaron Dugan - chitarra (2004 - 2010, 2015 - attuale)
- Stu Brooks - basso, tastiere (2009 - attuale)
- Big Yuki - tastiere (2016 - attuale)

### Precedenti

#### Dub Trio(backing band 2009 - 2015)
- Dave "D.P." Holmes – guitar

#### Roots Tonic(backing band 2006 - 2007)
- Jonah David – batteria
- Josh Werner – basso

#### Altri
- Borahm Lee – tastiere (2006–07)
- Skoota Warner – batteria (2007–08)
- Jason Fraticelli – basso (2007–09)
- Rob Marscher – tastiere (2008–2012)
- Jennifer "Jen" Hartswick - cori, tromba (2015)
- Tim Kyper - batteria (2015 - 2016)
- Marc "Brownie" Brownstein - basso (2015)

## Colonne sonore
- Searchin, traccia contenuta nell'ultimo lavoro di Matisyahu, ovvero Spark Seeker, fa parte della colonna sonora ufficiale del prodotto videoludico targato EA Sports FIFA 13.

## Discografia
Album studio
- 2004 - Shake Off the Dust... Arise
- 2006 - Youth
- 2009 - Light
- 2012 - Spark Seeker
- 2014 - Akeda
- 2017 - Undercurrent
- 2022 - Matisyahu

Live
- 2005 - Live at Stubb's
- 2009 - Live at Twist & Shout
- 2011 - Live at Stubb's, Vol. 2
- 2013 - Five7Seven2 Live
- 2015 - Live at Stubb's, Vol. III

Remix
- 2006 - Youth Dub
- 2006 - No Place to Be

EP
- 2008 - Shattered
- 2011 - Miracle
- 2013 - Spark Seeker: Acoustic Sessions
- 2016 - Release the Bound

## Filmografia
- A Buddy Story, regia di Marc Erlbaum (2010)
- Whip My Beard, regia di Michael Twigg – cortometraggio (2010)
- The Possession, regia di Ole Bornedal (2012)